# 卡希亚斯陨击坑
卡希亚斯陨击坑（Caxias）是火星凤凰湖区的一座撞击坑，中心坐标位于南纬29.3度、西经100.8度，直径25.4公里。根据美国地质调查局数据绘制的火星表面地质龄图，卡希亚斯陨击坑周边区域形成于38至18亿年前的诺亚纪或赫斯珀里亚纪。1991年，国际天文联合会以巴西卡希亚斯镇对它予以了正式命名。
卡希亚斯陨击坑位于利亚内斯科陨击坑东南和迪诺威克陨击坑的西北面。坑底高出火星基准面约7400米，坑壁平均高约8000米，因此，它的深度约为600米
。

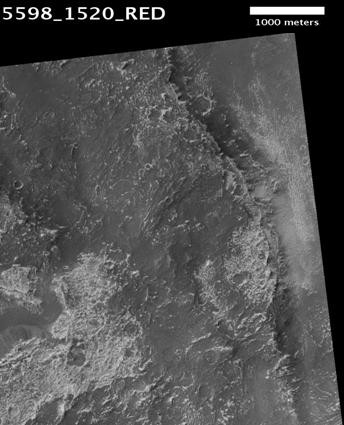
高分辨率成像科学设备显示的卡希亚斯陨击坑。
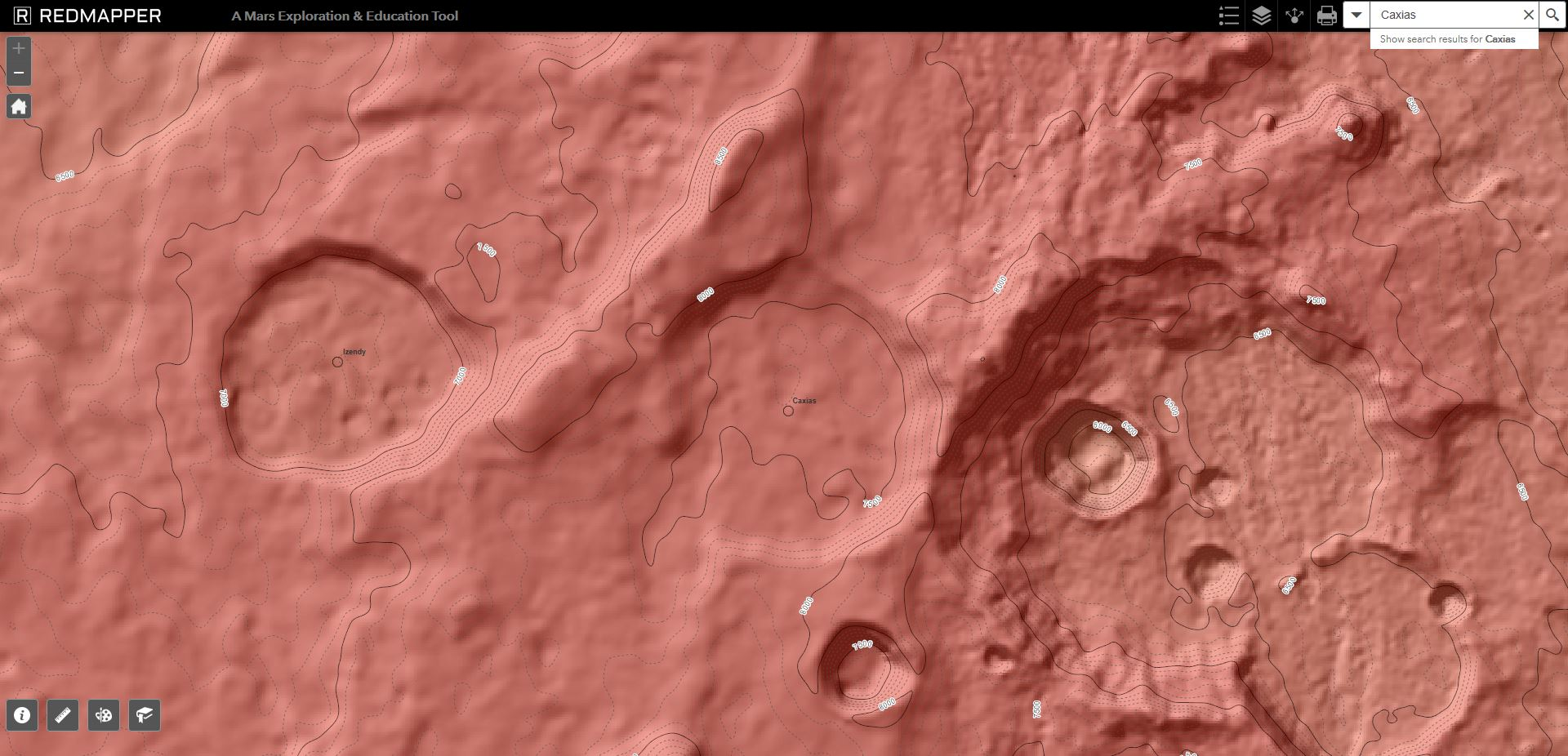
卡希亚斯陨击坑正对着伊津德陨击坑东边，该地图显示了基于火星基准面的相对高度。